# Salvadoracris nigritus
Salvadoracris nigritus är en insektsart som beskrevs av Matiotti da Costa och G.S. Carvalho 2006. Salvadoracris nigritus ingår i släktet Salvadoracris och familjen gräshoppor. Inga underarter finns listade i Catalogue of Life.